# Биксель, Петер
Петер Биксель (нем. Peter Bichsel; 24 марта 1935, Люцерн — 15 марта 2025, Цухвиль) — швейцарский и немецкий писатель и журналист, представитель литературной Группы Ольтена.
Родился в Люцерне в семье рабочих, вскоре после его рождения семья переехала в Ольтен. После окончания школы и педагогического колледжа в Золотурне в 1955 году Биксель стал учителем начальной школы, занимая эту должность до 1968 года. С 1974 по 1981 год был личным советником Вилли Ричарда. С 1972 по 1989 год активно занимался литературной деятельностью и периодически читал лекции в американских университетах как приглашённый профессор.
В 1981 году он был членом жюри на 31-м Международном кинофестивале в Берлине. Написал несколько романов, однако более всего известен своими многочисленными рассказами, повествующими о жизни простых людей. Наибольшее внимание привлёк его сборник рассказов Kindergeschichten 1969 года, в котором рассказы о проблемах «взрослого» мира преподносились в форме детских сказок.
Российскому читателю писатель знаком по переводам Елены Суриц.
Биксель умер 15 марта 2025 года в Цухвиле в возрасте 89 лет.

## Награды
В 1965 году получил премию от группы немецких литераторов Группа 47 и премию Шиллера в 2012 г.